# Leptonema illini
Leptonema illini ist eine Art von Bakterien. Sie zählt zu den Spirochäten. Sie ist die einzige Art der Gattung Leptonema. Sie ist freilebend in Wassermedien und im Boden zu finden.

## Merkmale

### Erscheinungsbild
Leptonema sind gramnegative, sehr dünne, schraubenförmige Bakterien von rund 0,1–0,2 μm Durchmesser und 13–21 μm Länge. Sie sind in der Regel einzellig, können aber auch als kurze Ketten in wachsenden Kulturen beobachtet werden. Sie sind stark bewegungsfähig (motil).

### Wachstum und Stoffwechsel
Diese Bakterien sind chemo-heterotroph, eine Photosynthese findet nicht statt, es erfolgt die Atmung. Sie sind obligat aerob. Als Kohlenstoffquelle und Energielieferant dienen hauptsächlich langkettige Fettsäuren und Fettalkohole. Wachstum erfolgt bei Temperaturen von 13 bis 30 °C. Optimale Temperaturen liegen bei 28 bis 30 °C.

### Pathogenität
Leptonema illini wird durch die Biostoffverordnung in Verbindung mit der TRBA (Technische Regeln für Biologische Arbeitsstoffe) 466 der Risikogruppe 1 zugeordnet und gehört folglich zu den Bakterien, „bei denen es unwahrscheinlich ist, dass sie beim Menschen eine Krankheit hervorrufen“ (§ 3 Biostoffverordnung).

## Systematik
Leptonema illini Hovind-Hougen 1983  wird in der Familie der Leptospiraceae geführt, zu der auch die Gattung Leptospira gehört. Leptospira illini, beschrieben von Hanson et al. 1974, ist ein Synonym der Art.

## Etymologie
Der Gattungsname Leptonema leitet sich von den griechischen Wörtern leptos („dünn“) und nema („Filament“ oder „Faden“) her und bezieht sich auf das Aussehen der Zellen. Der Artname L. illini enthält das neulateinische Wort illini (Genitiv) und verweist auf den Fundort, das erste Isolat stammt aus dem US-Bundesstaat Illinois.